# 南漳县
南漳县是中国湖北省襄阳市所辖的一个县。总面积为3859平方公里，常住人口約55万人。

## 历史
南朝时设义请、思安二县，隋开皇十八年（598年）改思安为南漳县。
元属襄阳路。明、清属襄阳府。1949年后属襄阳专区。1983年属襄樊市（现襄阳市）。
關羽被孫權偷襲

## 人口
根據第七次人口普查數據，截至2020年末，南漳縣常住人口54.64萬人。
2004年全县人口为58万人, 2007年60万人。

## 行政区划
南漳县下辖10个镇：
城关镇、武安镇、九集镇、李庙镇、长坪镇、薛坪镇、板桥镇、巡检镇、东巩镇、肖堰镇和清河管理区。

## 地理
南漳县地处荆山与江汉平原的过渡地带，地势西高东低。最高海拔1570米，最低海拔65米。

### 水系
主要河流有沮河、漳河及其支流麻城河、蛮河及其支流清凉河等。建有石门集水库、三道河水库、云台山水库等。

## 交通

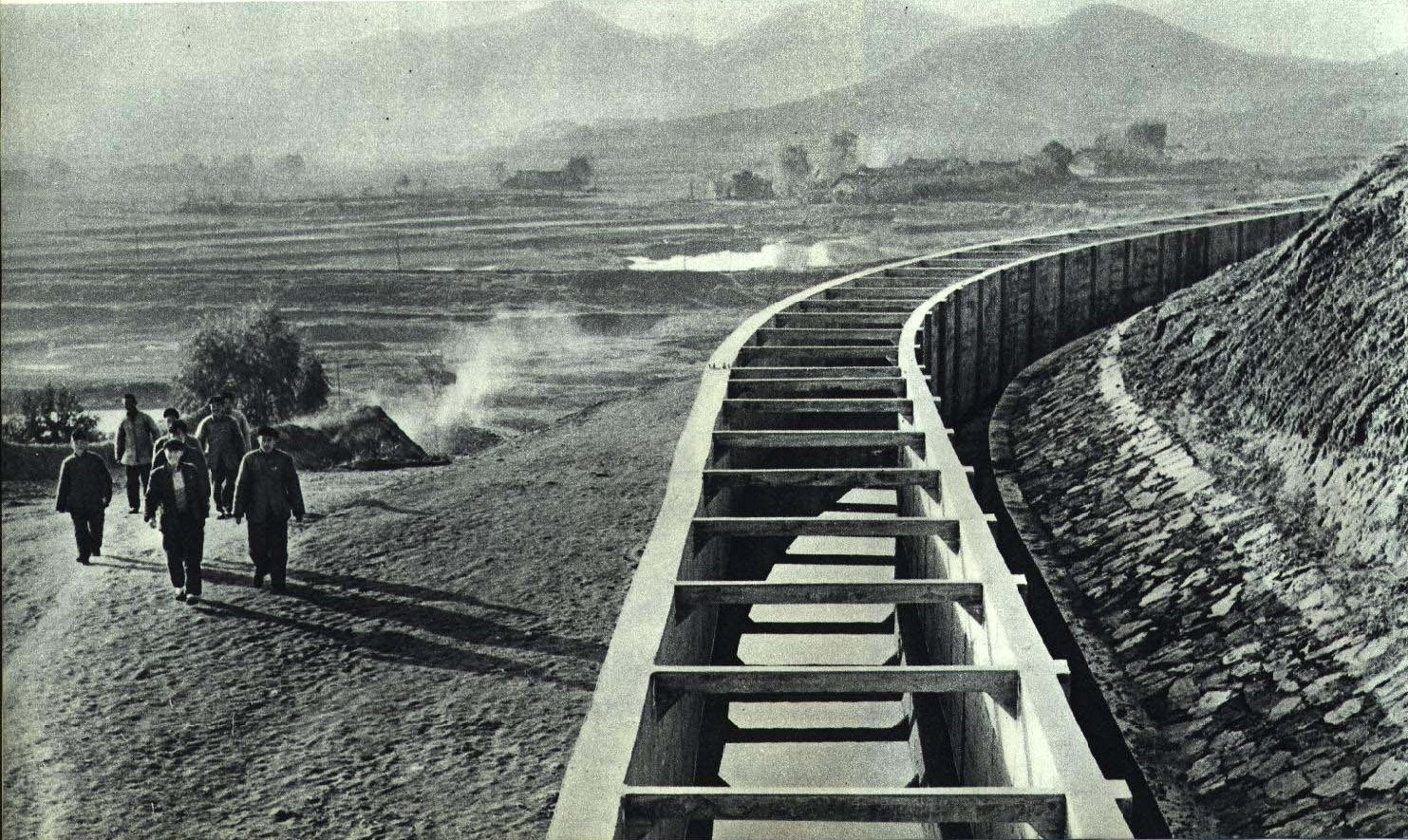
1965年湖北省南漳县三道河渡槽

346国道、 305省道、 306省道、 250省道、 251省道

## 经济
工业有机械、建材、化工、轻纺等产业。
已探明的矿产资源有煤炭、磷矿石、硫铁矿、铝土矿、铜矿、瓷土矿等27种，是湖北省八大产煤县之一。

## 风景名胜

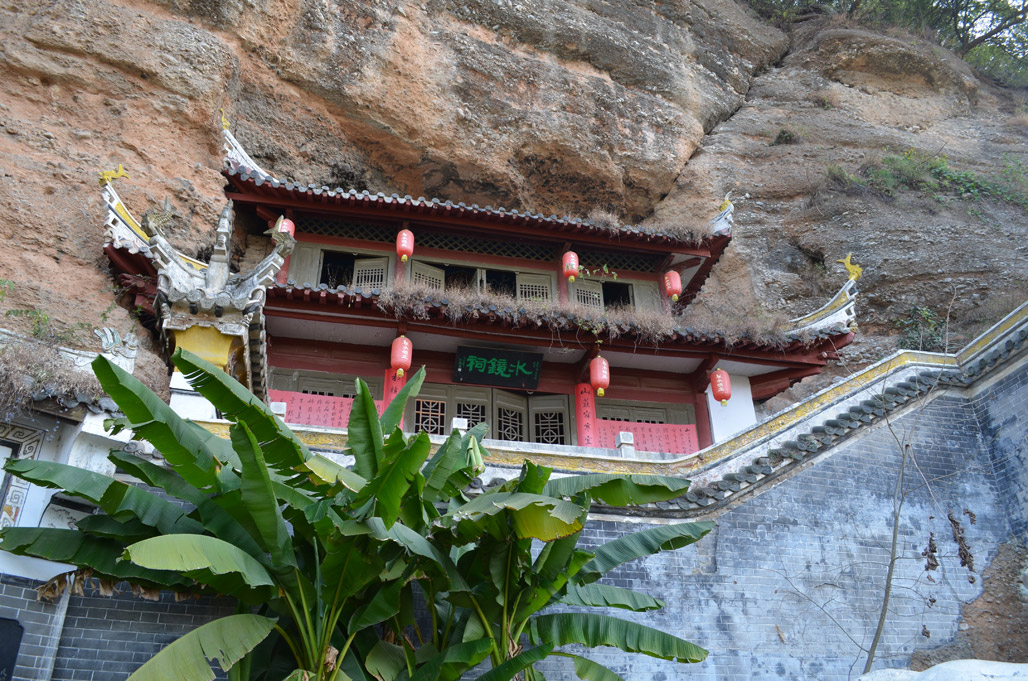
1981年复修的水镜庄

- 湖北省文物保护单位：徐庶祠、玉印岩（抱璞岩）、临沮城遗址、襄定王墓、青龙、春秋、卧牛山寨遗址、安乐堰墓群、板桥民居、长渠遗址、罗国城遗址、樊家寨遗址、张家寨遗址、黄林寨遗址、阎家寨遗址、关帝寨遗址、虎洞寨遗址、沉坡寨遗址、不二寨遗址、九龙山寨遗址、雷公寨遗址、新寨遗址、山家寨遗址、点子寨遗址、木桥墓群、凉泉墓群、曾家坪墓群、张家湾墓群、竹上坪墓群、白云庵墓群、凤山墓群、松树林墓群、水镜庄、东巩民居、甘溪民居、夹马寨造纸作坊、河口碉楼、晏山碉楼、板桥乡公所旧址
- 三景庄
- 龙泉观